# Bunuri mobile din domeniul artă decorativă clasate în patrimoniul cultural național al României aflate în județul Bacău
Acestă listă conține bunurile mobile din domeniul artă decorativă clasate în Patrimoniul cultural național al României aflate la momentul clasării în județul Bacău.

## Tezaur
| Foto | Informații generale | Detalii tehnice                                                                                   | Descriere | Deținător                   | Legături |
| ---- | ------------------- | ------------------------------------------------------------------------------------------------- | --- | --------------------------- | -------- |
|      | Pandantiv-mărțișor  | Datare: 1904 Școală: Casa Radivon Material: argint; safir; turnare; cizelare; șlefuire; sertizare | Pandantiv rotund cu verigă fixă. Avers: în centru efigia reginei Elisabeta a României; în stânga jos, inscripționat numele casei de bijutieri "Radivon"; lateral, în stânga, un safir natural albastru, fațetat, vizibil pe ambele părți ale pandantivului. Revers: în dreapta inscripția 1 MARTIE 1904 și safir albastru fațetat; în stânga decor alcătuit din doi clopoței și trei îngerași. | Colecții particulare, Timiș | Cimec    |

## Fond
| Foto | Informații generale | Detalii tehnice | Descriere | Deținător                   | Legături |
| ---- | ------------------- | --- | --- | --------------------------- | -------- |
|      | Cană aiguière       | Datare: cca. 1880-1890 Școală: Atelier J. Lichtinger, München; Atelier Theresienthal, Germania Material: cositor, turnare, ajurare, cizelare, argintare; sticlă, suflare în tipar, colorare în masă | Vas aiguière, pe talpă circulară metalică, cu friză floral vegetală, corpul din sticlă rose în rețea de cositor argintat, cu decor de cartușe încadrate de mascheroni și motive floral-vegetale. Ansă vrej în volută, cu efigie feminină, gât cu decor floral-vegetal mărunt și dop cu buton putto cu scut și făclie. | Colecții particulare, Bacău | Cimec    |